# Michellie Jones
Michellie Yvonne Jones (Fairfield, 6 de septiembre de 1969) es una deportista australiana que compitió en triatlón.
Participó en los Juegos Olímpicos de Sídney 2000, obteniendo la medalla de plata en la prueba femenina individual.
Ganó ocho medallas en el Campeonato Mundial de Triatlón entre los años 1991 y 2003. Además, obtuvo dos medallas en el Campeonato Mundial de Ironman, en los años 2005 y 2006, y una medalla de oro en el Campeonato Mundial de Xterra Triatlón de 1996.
En 2017 fue nombrada miembro de la Orden de Australia (AM).

## Palmarés internacional
| Juegos Olímpicos   | Juegos Olímpicos           | Juegos Olímpicos  | Juegos Olímpicos |
| Año                | Lugar                      | Medalla           | Prueba           |
| ------------------ | -------------------------- | ----------------- | ---------------- |
| 2000               | Sídney (Australia)         | Medalla de plata  | Individual       |
| Campeonato Mundial |                            |                   |                  |
| Año                | Lugar                      | Medalla           | Prueba           |
| 1991               | Gold Coast (Australia)     | Medalla de bronce | Individual       |
| 1992               | Huntsville (Canadá)        | Medalla de oro    | Individual       |
| 1993               | Mánchester (Reino Unido)   | Medalla de oro    | Individual       |
| 1997               | Perth (Australia)          | Medalla de bronce | Individual       |
| 1998               | Lausana (Suiza)            | Medalla de plata  | Individual       |
| 2000               | Perth (Australia)          | Medalla de bronce | Individual       |
| 2001               | Edmonton (Canadá)          | Medalla de plata  | Individual       |
| 2003               | Queenstown (Nueva Zelanda) | Medalla de bronce | Individual       |

| Campeonato Mundial | Campeonato Mundial     | Campeonato Mundial | Campeonato Mundial |
| Año                | Lugar                  | Medalla            | Prueba             |
| ------------------ | ---------------------- | ------------------ | ------------------ |
| 2005               | Hawái (Estados Unidos) | Medalla de plata   | Individual         |
| 2006               | Hawái (Estados Unidos) | Medalla de oro     | Individual         |

| Campeonato Mundial | Campeonato Mundial    | Campeonato Mundial | Campeonato Mundial |
| Año                | Lugar                 | Medalla            | Prueba             |
| ------------------ | --------------------- | ------------------ | ------------------ |
| 1996               | Maui (Estados Unidos) | Medalla de oro     | Individual         |